# 李繼顒
李繼顒（9世纪？—895年），唐朝末年将领，李茂贞的义子，负责驻守利州（今四川省广元市）。
西川节度使王建与凤翔节度使李茂贞争夺四川北部和陕西南部。乾宁二年（895年）十一月二十五丁丑日，王建派义子雅州（今四川省雅安市）刺史王宗侃率军，攻克凤翔节度使李茂贞管辖的利州，抓获利州刺史李继颙，将他斩杀。